# 黑部登山纜車
黑部登山纜車（日语：／ Kurobe Kēburukā */?）是日本立山黑部阿爾卑斯山脈路線中往返黑部平與黑部湖（黑部水壩）的一條地面纜車，由立山黑部貫光公司經營。該線也是立山架空索道和關電隧道無軌電車之間的連絡交通手段，正式名稱為「立山黑部貫光鋼索線」，惟與同公司的立山登山纜車正式名稱相同，故一般甚少使用該名稱。此外，為保護自然景觀及防止雪崩，登山纜車全路段採用地下化。

## 路線資料
運行形態
黑部登山纜車全線位於富山縣中新川郡立山町蘆峅寺境內，全路段採用地下化，全長0.8公里，全程需時5分。每年冬季（12月1日 - 翌年4月中旬）封山期間暫停營運。
車站一覧
| 站名          | 海拔    | 高低差 | 營業距離 | 接續路線                                                      | 備考  |
| ------------- | ------- | ------ | -------- | ------------------------------------------------------------- | ----- |
| 黑部湖站 （黒部湖駅） | 1,455 m | 373 m  | 0.0      | 關電隧道無軌電車（黑部水壩站，徒步約15分） 黑部湖遊覽船加魯蓓 | [ 6 ] |
| 黑部平站 （黒部平駅） | 1,828 m | 373 m  | 0.8      | 立山架空索道（往大觀峰）                                      | [ 6 ] |

## 關連條目
- 立山登山纜車
- 立山黑部阿爾卑斯山脈路線

## 外部連結
- 阿爾卑斯路線內的交通：各交通機關的說明 （页面存档备份，存于） （繁體中文）
- 黑部登山纜車（页面存档备份，存于） - 立山黑部阿爾卑斯路線 （日語）
- いこまいけ高岡對黑部登山纜車的介紹 （页面存档备份，存于） （日語）
- YouTube上的黑部登山纜車遊記